# العلاقات المالديفية الليختنشتانية
العلاقات المالديفية الليختنشتانية هي العلاقات الثنائية التي تجمع بين المالديف وليختنشتاين.

## مقارنة بين البلدين
هذه مقارنة عامة ومرجعية للدولتين:
| وجه المقارنة                                              | [[تصنيف:صفحات تستخدم رمز علم غير موجود\|]] المالديف | ليختنشتاين                                 |
| --------------------------------------------------------- | --------------------------------------------------- | ------------------------------------------ |
| المساحة (كم2)                                             | 298                                                 | 16                                         |
| عدد السكان (نسمة)                                         | 436.33 ألف                                          | 37.47 ألف                                  |
| الكثافة السكانية (ن./كم²)                                 | 146.42 ألف                                          | 234.19 ألف                                 |
| العاصمة                                                   | ماليه                                               | فادوتس                                     |
| اللغة الرسمية                                             | اللغة الديفهي                                       | اللغة الألمانية                            |
| العملة                                                    | روفيه مالديفية                                      | فرنك سويسري                                |
| الناتج المحلي الإجمالي (بليون دولار)                      | 4.60 مليار                                          | 6.29 مليار                                 |
| الناتج المحلي الإجمالي (تعادل القوة الشرائية) بليون دولار | 5.23 مليار                                          |                                            |
| الناتج المحلي الإجمالي الاسمي للفرد دولار أمريكي          | 8.39 ألف                                            |                                            |
| الناتج المحلي الإجمالي للفرد دولار أمريكي                 | 12.53 ألف                                           |                                            |
| مؤشر التنمية البشرية                                      | 0.706                                               | 0.908                                      |
| رمز المكالمات الدولي                                      | +960                                                | +423                                       |
| رمز الإنترنت                                              | .mv                                                 | .li                                        |
| المنطقة الزمنية                                           | ت ع م+05:00                                         | توقيت وسط أوروبا، ت ع م+01:00، ت ع م+02:00 |

## منظمات دولية مشتركة
يشترك البلدان في عضوية مجموعة من المنظمات الدولية، منها:
| علم المنظمة | اسم المنظمة                   | تاريخ انضمام المالديف | تاريخ انضمام ليختنشتاين |
| ----------- | ----------------------------- | --------------------- | ----------------------- |
|             | الاتحاد البريدي العالمي       | ?                     | ?                       |
|             | الاتحاد الدولي للاتصالات      | 28 فبراير 1967        | 25 يوليو 1963           |
|             | منظمة حظر الأسلحة الكيميائية  | ?                     | ?                       |
|             | منظمة التجارة العالمية        | ?                     | ?                       |
|             | منظمة الشرطة الجنائية الدولية | ?                     | ?                       |
|             | الأمم المتحدة                 | 21 سبتمبر 1965        | 18 سبتمبر 1990          |

## وصلات خارجية
- موقع وزارة الخارجية المالديفية